# Ерёмин, Владимир Аркадьевич
Влади́мир Арка́дьевич Ерёмин (род. 6 сентября 1950, Муромцево) — советский и российский актёр театра, кино, озвучивания и дубляжа, сценарист, продюсер, телеведущий и педагог. Заслуженный артист Российской Федерации (2006).

## Биография
Родился 6 сентября 1950 года в посёлке Муромцево Омской области.
Отец, Аркадий Яковлевич, — военный инженер. Хотя родители будущего актёра не имели отношения к театру и кино, ещё ребёнком Владимир увлёкся цирком и театром. В 1957—1967 годах учился в школе в Павлодаре (Казахстан).
В 1968—1972 году учился в Школе-студии им. В. И. Немировича-Данченко при МХАТ.
В 1973—1979 — играл в труппе Государственного академического русского театра драмы им. М. Ю. Лермонтова в Алма-Ате.
До 1979 года также учился на заочном отделении филологического факультета Казахского государственного университета им. Кирова.
В 1979—1982 годах был актёром Ленинградского театра комедии, с 1982 Ленинградского БДТ. С 1995 по 1997 год Владимир Ерёмин — актёр Московского театра Сатирикон, участвует в антрепризных спектаклях. С 2014 года — артист Центрального академического театра Российской армии и Театра наций.
С 2003 года — один из организаторов и затем директор киностудии «Триада» (Москва).
В кино снимается с 1976 года, дебютом стала картина «Моя любовь на третьем курсе». Заметной стала его работа в фильмах «Криминальный квартет» (1989) и «Рэкет». С 1990-х годов актёр активно снимается в сериалах. Наиболее заметные роли он сыграл в телевизионных сериалах «Пятый Ангел», «Девять неизвестных», «Маросейка, 12».
По сценариям были поставлены «Любовь — предвестие печали», комедия «Хочу в тюрьму», одна из серий телесериала «Маросейка, 12» и другие фильмы. Продюсировал сериалы «Пятый Ангел», «Девять неизвестных».
Несколько раз работал на телевидении в кадре: был ведущим информационного журнала «Панорама» (1999—2000, РТР) и семейной телеигры «Алфавит» (2002—2005, ТВЦ).
Занимался переводами, литературной деятельностью — написал несколько книг для детей.
С конца 1970-х годов часто приглашался для дублирования иностранных фильмов. Первоначально актёр озвучивал киноленты на «Ленфильме» и «Неве-1», а после переезда в Москву стал работать на столичных студиях. Ерёмин стал русским голосом Аль Пачино, Роберта Рэдфорда, Майкла Дугласа, Микки Рурка, Кристофера Ллойда, Джека Николсона, Вэла Килмера, Гэри Олдмэна, Энтони Хопкинса во множестве фильмов в российском прокате. Особенно зрителям запомнился дубляж Владимира Ерёмина в фильме «Адвокат дьявола» (озвучивание Аль Пачино), «Кто подставил Кролика Роджера?» (озвучивание Кристофера Ллойда), «Бэтмен» (озвучивание Джека Николсона), «Бэтмен навсегда» (озвучивание Вэла Килмера), «Пятый элемент» (озвучивание Гэри Олдмэна), «Железный человек 2» (озвучивание Микки Рурка), трилогий «Люди Икс» (озвучивание Патрика Стюарта) и «Блэйд» (озвучивание разных актёров).
Также известен по работе над созданием аудиокниг и востребован как диктор в теле- и радиорекламе. Член Союза кинематографистов и Союза театральных деятелей России.
Возглавляет собственную школу-студию дубляжа «Дар речи».

## Общественная позиция
В марте 2014 года, в свете аннексии Крыма Россией, вместе с рядом других известных деятелей науки и культуры России выразил своё несогласие с политикой российской власти в Крыму. Свою позицию он изложил в открытом письме, опубликованном в «Новой газете».

## Семья и личная жизнь
- Женат вторым браком на театроведе Марине (Дуне) Анатольевне Венской.
- Сын от первого брака Александр работает архитектором[10].
- Старший брат Виталий (род. 1941, Омск) — журналист, педагог, писатель[11].

## Фильмография

### Актёр
- 1976 — Моя любовь на третьем курсе — Павлик Гвоздёв
- 1977 — Долг — эпизод
- 1979 — Погоня в степи — Иван
- 1981 — Снег на зелёном поле — Студенцов
- 1982 — Пространство для манёвра — Игорь Беляков
- 1982 — Таможня — Виктор Малышев, судовой врач
- 1983 — Шурочка — Пётр Фадеевич
- 1984 — Каждый десятый — Святополк
- 1984 — Преферанс по пятницам — Толик
- 1985 — Подсудимый — прокурор
- 1985 — Ради нескольких строчек — Лубицкий
- 1985 — Сон в руку, или Чемодан — Макс, доктор
- 1986 — Красная стрела — Савицкий
- 1986 — Путь к себе — Алексей Евгеньевич Веденеев
- 1986 — Наш папа майонез — Дмитрий Никитин, младший научный сотрудник
- 1987 — Моонзунд — Леонид Дейчман, инженер-механик
- 1989 — Криминальный квартет — Николай Петрович Ларин, журналист
- 1990 — Балаган — Иван
- 1990 — …По прозвищу «Зверь» — Гриша
- 1990 — Царская охота — Де Рибас
- 1991 — Афганский излом — капитан медицинской службы
- 1991 — Дом на песке — Лев
- 1991 — Жена для метрдотеля — Вадим
- 1991 — Кольцо — отец Платона
- 1991 — Лох — победитель воды — бандит
- 1991 — Меченые — доктор
- 1991 — Хмель — исправник
- 1992 — Прекрасная незнакомка — офицер
- 1992 — Рэкет — Алексей Корнилов
- 1992 — Сны о России — граф Воронцов
- 1992 — Старые молодые люди — Антон
- 1993 — Пистолет с глушителем — Игорь Игоревич
- 1994 — Глухарь — Андрей Кандов
- 1995 — Полночь в Санкт-Петербурге / Midnight in Saint Petersburg — Борис
- 1995 — Зимняя вишня 3 — Серёгин
- 1996 — Королева Марго — мосье де Пиньи
- 1996 — Сильна как смерть любовь — Николай
- 1997 — Принцесса на бобах — Лёва
- 1999 — Д. Д. Д. Досье детектива Дубровского — Сергей Беженцев
- 1999 — Что сказал покойник — «Дьявол»
- 2000 — 24 часа — Верник
- 2000 — Выход
- 2000 — Дом для богатых — Евгений Прокофьевич Бурковский
- 2000 — Зависть богов — Игорь
- 2000 — Каменская (фильм 4-й «Смерть ради смерти») — генерал Супрун
- 2000 — Маросейка, 12 — Николай Платонов
- 2000 — Остановка по требованию — Валерий Николаевич Шепетилов
- 2001 — Блюстители порока (3-я серия «Обитель в поднебесье») — Норман
- 2001 — Люди и тени. Секреты кукольного театра — Олег
- 2001 — Идеальная пара — Веня
- 2001 — Парижский антиквар — Салливан
- 2001 — Убойная сила 3 (серия «Роль второго плана») — Роман Молчанов, режиссёр
- 2002 — Пятый Ангел — Дмитрий Глухарёв
- 2002 — Мужская работа — Вадим Остроумов, редактор телеканала
- 2002 — Каменская-2 (фильм 3-й «Мужские игры») — Зеленин, сотрудник Стоянова
- 2002 — Марш Турецкого-2 (фильм 8-й «Последний маршал») — полковник ФСБ Аничкин
- 2003 — Бульварный переплёт — Андрей Крестовский / Анри Круазьё
- 2003 — Оперативный псевдоним — Василий Иванович Ходаков
- 2003 — Полосатое лето
- 2004 — Кодекс чести — Нифонтов
- 2004 — Фитиль — сюжеты «Герой нашего времени», «Нераскрытое дело» и «Круговорот»; один из закадровых голосов
- 2005 — Девять неизвестных — Артур Поляков (Левиафан)
- 2005 — Зови меня Джинн — Джинн-рыба № 2
- 2005 — Сумасбродка — Константин Коржиков, жених Ксении
- 2006 — Острог. Дело Фёдора Сеченова — Финикеев
- 2006 — Тюрьма особого назначения — Игорь Марков
- 2007 — Застава — репортёр Стольников
- 2007 — Ниоткуда с любовью, или Весёлые похороны — Аркадий Либин
- 2008 — Умница, красавица — Лёва
- 2009 — Падающая звезда — Андрей Басманов
- 2012 — Без срока давности — Александр Тихомиров
- 2014 — Полный вперёд — Шматок
- 2015 — Алхимик. Эликсир Фауста — Владимир Анатольевич Чистяков, антиквар / заместитель директора библиотеки имени Ленина
- 2016 — Ключи — Шашкиновский
- 2017 — Серебряный бор — Всеволод Николаевич Карпович, писатель
- 2018 — Петербургский роман — Павел Петрович Бобров, чёрный риелтор
- 2018 — Аниматор — Власьев, доктор
- 2019 — Чисто московские убийства (фильм «Опасная партия») — Эдуард, брат Родиона и Киры
- 2021 — Иван Денисович — Цезарь Маркович
- 2021 — Кукловод — Николай Иванович Леонидов

## Дубляж и закадровое озвучание[12]

### Кинофильмы

#### Аль Пачино
- 1972 — Крёстный отец — Майкл Корлеоне (дубляж для Blu-ray, 2014 г.)[13]
- 1974 — Крёстный отец 2 — Майкл Корлеоне (дубляж для Blu-ray, 2014 г.)[13]
- 1990 — Крёстный отец 3 — Майкл Корлеоне (дубляж для Blu-ray, 2014 г.)[13]
- 1997 — Адвокат дьявола — Джон Милтон[14][15]
- 1999 — Каждое воскресенье — Тони Д’Амато (дубляж «Мост-Видео», 2002 г.)
- 2002 — Симона — Виктор Тарански
- 2005 — Деньги на двоих — Уолтер Абрамс
- 2007 — Тринадцать друзей Оушена — Уильям Бэнк
- 2008 — Право на убийство — Дэвид Фиск
- 2011 — Опасный квартал — детектив Чарльз Стэнфорд
- 2011 — Такие разные близнецы — Аль Пачино
- 2014 — Второй шанс — Дэнни Коллинз
- 2015 — Хуже, чем ложь — Чарльз Абрамс
- 2019 — Однажды в Голливуде — Марвин Шварц
- 2019 — Ирландец — Джимми Хоффа
- 2021 — Дом Gucci — Альдо Гуччи

#### Энтони Хопкинс
- 1992 — Дракула — профессор Абрахам Ван Хельсинг (кинотеатральный дубляж «Нева-1», 1994 г.)[16]
- 1998 — Знакомьтесь, Джо Блэк — Уильям Пэрриш[17]
- 2001 — Ганнибал — Ганнибал Лектер[18][17]
- 2003 — Запятнанная репутация — Коулмен Силк
- 2004 — Александр — Птолемей
- 2004 — Доказательство — Роберт
- 2004 — Дьявол и Дэниел Уэбстер — Дэниэл Уэбстер (дубл. в 2007 году)
- 2006 — Бобби — Джон
- 2007 — Перелом — Тед Кроуфорд
- 2007 — Беовульф (мультфильм) — король Хротгард[17]
- 2010 — Человек-волк — сэр Джон Тэлбот[17]
- 2015 — Идём со мной — Лестер
- 2017 — Трансформеры: Последний рыцарь — сэр Эдмунд Бёртон

#### Майкл Дуглас
- 1987 — Уолл-стрит — Гордон Гекко (дубляж киностудии «Ленфильм», 1993 г.)[14]
- 1993 — С меня хватит! — Уильям Форест (дубляж киностудии «Ленфильм», 1993 г.) [18]
- 1997 — Игра — Николас Ван Ортон
- 2000 — Траффик — Роберт Уэйкфилд
- 2006 — Он, я и его друзья — мистер Томпсон
- 2009 — Разумное сомнение — Марк Хантер
- 2013 — Starперцы — Билли Герсон[18]

#### Другие фильмы по годам
- 1975 — Пролетая над гнездом кукушки — Рэндал Патрик МакМёрфи (Джек Николсон)
- 1981 — Соседка
- 1983 — Выселенный в поисках жилья
- 1984 — Париж, Техас
- 1985 — Я свершу правосудие
- 1985 — В стреляющей глуши[14]
- 1986 — Красная зона
- 1986 — Цвет денег — Эдди Фелсон (играет Пол Ньюман); оппонент Винсента (играет Ховард Виккери)
- 1986 — Прости — озвучил роль водителя «Жигулей»[14]
- 1986 — Плата за проезд — Олег Сергачёв — играет Владимир Князев
- 1987 — Неприличное везение
- 1987 — Бирюзовое ожерелье
- 1987 — Иствикские ведьмы — Дэрил Ван Хорн (Джек Николсон)[18]
- 1987 — Наполеон и Жозефина[19]
- 1987 — Заклятие долины змей
- 1987 — Переключая каналы
- 1988 — Кто подставил Кролика Роджера — Судья Рок (роль Кристофера Ллойда)
- 1988 — Опасные связи
- 1988 — Большая игра — Мигель Санчес (роль Веселина Ранкова)
- 1989 — Бэтмен — Джокер (роль Джека Николсона) (дубляж мост-видео)
- 1989 — Семейное дело — Вито МакМаллен
- 1990 — Костёр тщеславия
- 1990 — Молодая Екатерина
- 1990 — Адвокат (Убийство на Монастырских прудах) — Олег Чепцов (роль Яна Пузыревского)
- 1991 — Билли Батгейт[18]
- 1992 — Смертельное оружие 3 — Мартин Риггс (в главной роли Мел Гибсон)[14]
- 1992 — В осаде — командор Крилл
- 1992 — Дракула — граф Дракула (играет Гэри Олдмен) (дубляж 1997 г.)
- 1995 — Бэтмен навсегда — Бэтмен/Брюс Уэйн (роль Вэла Килмера) (дубляж варус-видео)
- 1997 — Пятый элемент — Жан-Батист Эмануэль Зорг (роль Гэри Олдмена) (дубляж фирмы «СВ-Дубль» по заказу кинокомпании «НТВ-Профит»)
- 1997 — Сдвиг по фазе
- 1997 — Без лица — Шон Арчер (играет Джон Траволта)[18]
- 1997 — Поворот
- 1997 — Двойник
- 1997 — Мышиная охота — Дезинсектор Цезарь (Кристофер Уокен)
- 1998 — Служители закона
- 1998 — Меркурий в опасности
- 1998 — Затерянные в космосе
- 1998 — Город ангелов
- 1998 — Вампиры
- 1998 — Столкновение с бездной
- 1998 — Переговорщик — лейтенант Крис Сэбиан
- 1998 — Блэйд — Драгонетти
- 1998 — Куда приводят мечты
- 1999 — Расплата — Бронсон
- 1999 — Анализируй это — Пол Витти (Роберт Де Ниро)[18]
- 1999 — Догма — Метатрон (Алан Рикман)
- 1999 — Глубокое синее море
- 1999 — Анна и король
- 2000 — Азартные игры
- 2000 — Ромео должен умереть — Айзек О’Дей
- 2000 — Тень вампира
- 2000 — Люди-Икс — Профессор Икс / Чарльз Ксавьер (в главной роли Патрик Стюарт)
- 2000 — Убрать Картера
- 2000 — Мисс Конгениальность — Эрик Мэтьюз
- 2001 — 15 минут славы
- 2001 — Американские герои
- 2001 — Тренировочный день
- 2001 — Игры разума
- 2002 — Шоу начинается — детектив Митч Престон (Роберт Де Ниро)
- 2002 — Блэйд 2 — Домаскинос (Томас Кречманн)
- 2002 — Кровавая Мэлори
- 2002 — Телефонная будка — снайпер (Кифер Сазерленд)
- 2002 — Красный дракон
- 2002 — Тьма
- 2002 — Анализируй то — Пол Витти (Роберт Де Ниро)[18]
- 2003 — Ограбление по-французски
- 2003 — Люди Икс 2 — Профессор Икс / Чарльз Ксавьер (в главной роли Патрик Стюарт)
- 2003 — Матрица: Перезагрузка — Мастер Ключей
- 2003 — Фанфан-тюльпан
- 2003 — Сокровища мёртвых — Хлут (Владимир Нисков)
- 2003 — Авиатор — Хуан Триппе (Алек Болдуин)
- 2004 — Дурное воспитание
- 2004 — Профессионалы
- 2004 — Давайте потанцуем
- 2004 — Блэйд 3: Троица
- 2005 — Константин: Повелитель тьмы — Сатана (Петер Стормаре)
- 2005 — Будь круче!
- 2005 — Остров
- 2005 — Кровь за кровь
- 2006 — V — значит вендетта — верховный канцлер Адам Сатлер (Джон Херт)
- 2006 — Громобой — Дарриус Сэйл (Микки Рурк)[17]
- 2006 — Дитя человеческое — Джаспер (Майкл Кейн)
- 2006 — Парфюмер: История одного убийцы — Джузеппе Бальдини (Дастин Хоффман)[17]
- 2006 — Ложное искушение — Сэм Мюрек (Алек Болдуин)
- 2006 — Флэш.ка — Владимир Нисков — Геннадий Михайлович
- 2007 — Лавка чудес — мистер Маггориум (Дастин Хоффман)
- 2008 — Однажды в Голливуде — Бен (Роберт Де Ниро)[18][17]
- 2008 — Всегда говори «Да» — Теренс (Теренс Стэмп)
- 2009 — Рестлер — Рэнди «Баран» Робинсон (Микки Рурк)[14][17]
- 2010 — Железный человек 2 — Иван Ванко / Хлыст (в главной роли Микки Рурк)[17]
- 2010 — Неудержимые — Тул (роль Микки Рурка)[17]
- 2010 — Стоун (Роберт Де Ниро)[17]
- 2010 — Знакомство с Факерами 2 (Дастин Хоффман)[17]
- 2011 — Форсаж 5
- 2012 — Красные огни (Роберт Де Ниро)[17]
- 2013 — Джобс: Империя соблазна (Джеймс Вудс)
- 2013 — Тихоокеанский рубеж (Рон Перлман)
- 2013 — Венера в мехах — Тома Новачек (Матьё Амальрик)
- 2014 — Ной (Рэй Уинстон)
- 2014 — Геракл — Котис (Джон Хёрт)
- 2020 — Афера по-голливудски — Макс Барбер (Роберт Де Ниро)
- 2020 — Злость — Кейден (Микки Рурк)
- 2022 — Коммандо — Джонни (Микки Рурк)
- 2023 — Мад — Том Блэнкеншип (Сэм Шепард)[источник не указан 463 дня]

### Телесериалы
- 1984—1993 — Санта-Барбара — Мейсон Кэпвелл, половина мужских ролей (закадровый перевод нескольких серий от агентства «Микс-Медиа», 1998 г.)[20]
- 1996 — Королева Марго — король Франции Карл IX (сыграл Михаил Ефремов)[14]
- 2007 — Война и мир — Василий Курагин
- 2016 — Гастролёры

### Мультфильмы
- 1970 — Коты-аристократы — Томас О’Мэлли[18]
- 1985 — Клементина
- 1994 — Аладдин (мультсериал) — Механикус, «Кому акула позубам» — шаман, кабан («Животный мир»), эпизодические
- 2006 — Наживка для акулы: Не очень страшное кино
- 2008 — Приключения Десперо — Роскуро[21]
- 2011 — Жирафа
- 2013 — Гадкий я 2 — Эдуардо Перец/Эль Мачо[22]

## Озвучивание

### Аудиокниги, аудиоспектакли
Книги
- 2003 — Бунин И. А. — Окаянные дни
- 2011 — Толстой Л. Н. — Детство
- 2013 — Достоевский Ф. М. — Избранные рассказы
- 2013 — Куприн А. И. — Леночка. Морская болезнь. Одиночество
- 2013 — Хаггард Г. Р. — Бенита
- 2013 — Конан Дойль А. — Рассказы о Шерлоке Холмсе
- 2014 — Достоевский Ф. М. — Идиот, Кроткая
- 2014 — Джек Лондон — рассказы
- 2016 — Акунин Б. — Смерть Ахиллеса
- 2016 — Найдерман Эндрю — Адвокат дьявола
- 2016 — «Страдание святого мученика Георгия» из аудиокниги «Исповедники Православия после гибели Империи»

Спектакли
- 2009 — Данилевский Г. П. — Княжна Тараканова
- 2011 — Конан Дойль А. — Тайна Боскомской долины
- 2013 — Конан Дойль А. — Собака Баскервилей
- 2013 — Конан Дойл А. — Этюд в багровых тонах
- 2014 — Честертон Г. К. — Приключения отца Брауна

### Документальные фильмы
- 2008 — цикл «Городские легенды» («ТВ-3»)
- 2009 — «Проклятие фараонов» («Россия»)
- 2010 — «10 заповедей мафии» («Пятый канал») — ведущий, также читает закадровый текст
- 2011 — «Пришельцы. История военной тайны» («Россия-1»)
- 2013 — «Владимир Басов. Львиное сердце» («ТВ Центр»)
- 2013 — «Территория страха» («Россия-1»)
- 2014 — «Декабристы. Испытание Сибирью» («Россия-1»)
- 2015 — «Украденные коллекции. По следам чёрных антикваров» («Россия-1»)
- 2015 — «Частные армии. Бизнес на войне» («Россия-1»)
- 2015 — «Рецепт Победы. Медицина в годы Великой Отечественной войны» («Россия-1»)

## Театральные работы

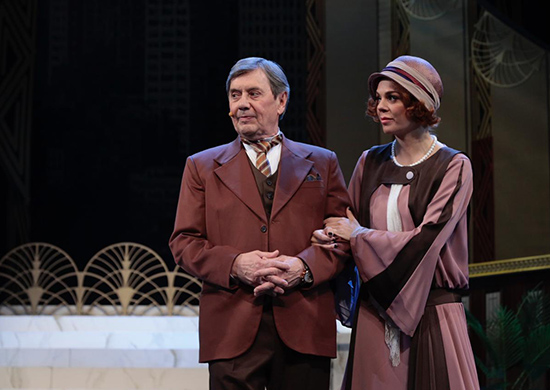
Владимир Ерёмин
в спектакле «Леди на день». ЦАТРА, 2020 год

### Ленинградский академический БДТ имени Горького
- 1982 — «Островитянин» А.Яковлева. Постановка Г. Егорова — Эдик
- 1984 — «Порог» А. Дударева. Постановка Г. Егорова — Драгун

### Театр-кабаре «Летучая мышь»
- 1997 — «Вам позволено переиграть» М. Фриш. Постановка Г. Гурвича — Кюрман

### Театр наций
- 2015 — «Сказки Пушкина». Постановка Роберта Уилсона — Царь Салтан
- 2017 — «Аудиенция». Постановка Глеба Панфилова — Конюший

### Театр Российской армии
- «Судьба одного дома» — Штрум
- «Юг/Север» — Эдуард, отец невесты
- «Барабанщица» — Чуфаров, его дядя
- «Леди на день» — Судья Генри Блейк
- «Мольер (Кабала святош)» — Маркиз де Шарон
- «Филумена Мартурано» — Доминико Сорано

## Награды
- Заслуженный артист Российской Федерации (16 октября 2006 года) — за заслуги в области искусства[24].